# Jens Christian Manniche
Jens Christian Manniche (22. januar 1943 – 30. juli 2003) var en dansk historiker.
Manniche voksede op i Odense og tog studentereksamen fra Odense Katedralskole. Han studerede historie og kristendomskundskab ved Aarhus Universitet og blev efter sin embedseksamen i 1968 ansat som ammanuensis ved Historisk Institut på Aarhus Universitet. 1974 blev han lektor samme sted.
Hovedværket fra Manniches hånd var Den radikale historikertradition. Studier i dansk historievidenskabs forudsætninger og normer fra 1981 (et let revideret 2. udgave blev gjort tilgængelig på internettet i oktober 2000). Her påviste han, at "det kritiske gennembrud" i historiefaget, hvor Kristian Erslev var en central person, medførte en ideologisk nyorientering i de historiske synteser, hvor den radikale samfundsopfattelse skinnede igennem. Udover historiografi beskæftigede Manniche sig også med Indiens historie (han skrev en større artikel om emnet til Den Store Danske Encyklopædi), dansk socialhistorie i 1800-tallet og i sine senere år havde Grønlands historie også vakt hans interesse. I 1993 udgav han en biografi om Anna Hude med titlen Damen der skød på doktoren.
I sine sidste leveår led Manniche af kræft, der også endte med at tage livet af ham. Han vedblev dog at undervise til det sidste og døde således kort efter at have afholdt mundtlig eksamen i sommeren 2003.

## Ekstern henvisning
- Den radikale historikertradition – Manniches hovedværk som pdf-fil